# Olof Willgren
Olof Willgren, född 16 juli 1945 i Solna, är en svensk skådespelare, regissör och dramatiker.

## Filmografi (urval)
- 1970 – Den magiska cirkeln
- 1973 – Pelikanen
- 1978 – Man måste ju leva...
- 1991 – Teatermakarna
- 1997 – Akvarium
- 1998 – Skilda världar (TV-serie)